# Fashion Model Directory
Fashion Model Directory (FMD) — онлайн база даних, що містить інформацію про моделей-жінок, модельні агентства, лейбли мод, журнали мод, дизайнерів. FMD часто позиціонується своєрідною IMDb в індустрії моди, оскільки є однією з найбільших баз даних у своїй сфері. База була створена 1998 року Стюартом Говардом як офлайновий проєкт, 2000 року вона стала доступною для перегляду в інтернеті, а за два роки була придбана британською медіа-групою Fashion One Group.

## Опис
Fashion Model Directory однай з найбільших баз даних у своїй області. Вона містить повну інформацію про моделей, які з'являлись у рекламі, на обкладинках журналу, статтях. FMD також містить галереї моделей з вказанням авторських прав та даних фотографа. З травня 2011 року сайт публікує власні новини, додаючи до ста записів щодня.
База містить інформацію про понад 10000 моделей, 1400 дизайнерів, 2000 брендів, 1700 журналів, 1000 статей, 1500 модельних агентств та більш ніж 300000 фотографій.